# TVH
TVH – Group Thermote & Vanhalst es una empresa belga activa en el mercado de carretillas elevadoras, plataformas elevadoras de personas, tractores agrícolas y vehículos industriales. La empresa opera globalmente en la distribución de carretillas elevadoras y en la venta de recambios. Tiene su sede central a lo largo de la autovía E17 en la provincia de Flandes Occidental, en la ciudad de Waregem.

## Historia
TVH es una empresa familiar fundada en 1969 en la ciudad de Gullegem por Paul Thermote & Paul Vanhalst, ambos procedentes de familias de campesinos. La empresa es dirigida en estos momentos por la segunda generación de las familias.
En sus inicios, la empresa compraba, reparaba y vendía maquinaria agrícola y carretillas exmilitares. La actividad durante los primeros años  fue principalmente la compra de carretillas de segunda mano, enfocada en Bélgica y en países del entorno. Posteriormente la empresa se orientó hacia Japón. Se importaban carretillas elevadoras de segunda mano, y después de haber sido revisadas o reparadas se vendían en Europa. De aquí, surgió la necesidad de disponer de recambios para reparaciones, lo que se convirtió posteriormente en la actividad principal: la venta de recambios para carretillas elevadoras. índice
El grupo TVH  ha experimentado un crecimiento en facturación y trabajadores en las 2 últimas décadas. La empresa ha crecido desde 96 trabajadores en 1989 hasta 5000 trabajadores a principios de 2017.

## Actividades
La compañía opera activamente en unos 170 países. Junto a la sede social en Waregem TVH tiene una sede regional en América, concretamente en Olathe, Kansas (TVH Parts Co.).
TVH posee 2 actividades principales: Recambios & accesorios y por otro lado Alquiler & equipamiento. Esta última se compone de 3 divisiones: la División de equipamiento (venta de carretillas y plataformas tanto nuevas como usadas), la División de alquiler (alquiler de corto y largo plazo de carretillas y plataformas ) y la División de Servicio Reparación.
La División de alquiler está activa en Bélgica, Holanda, Luxemburgo y otros países europeos. La División de servicio & reparación está presente solamente en Bélgica. La División de recambios & accesorios y la División de equipamiento están activas en los cinco continentes con sus propias delegaciones y stock local en las principales filiales.
TVH posee un centro de formaciones que imparte tanto cursos de conducción como técnicos.
TVH maneja una base de datos con 20 000 000 de referencias de las que 500 000 están en stock.